# Cholat Sjachl
Der Cholat Sjachl (mansisch Холат-Сяхл; russisch Холатчахль Cholattschachl) ist ein 1097 Meter hoher Berg in Russland, im nördlichen Ural-Gebirge. Der Name des Berges ist mansisch für „Toter Berg“. Hier ereignete sich 1959 das Unglück am Djatlow-Pass.